# 真岡市立真岡西小学校
真岡市立真岡西小学校（もおかしりつ もおかにししょうがっこう）は、栃木県真岡市にある公立小学校。

## 沿革
出典
- 1976年（昭和51年）4月 - 開校
- 1977年（昭和52年）1月 - 校章・校歌制定、校旗樹立

## 学校の周辺
- 栃木県立真岡高等学校
- 西真岡公園
- 大谷台公園

## 交通アクセス
- 真岡鐵道 真岡駅西口より西へ約1.5km、徒歩約20分。